# WASP-2
WASP-2は、いるか座の方角に約479光年の距離にある連星系である。主星は約12等級のK型主系列星、伴星は約16等級のM型星である。

## 惑星系
2006年、SuperWASP計画で太陽系外惑星が発見された。天文学者のウラジミール・リラは、Portunusと呼ぶことを提案している。
| 名称 （恒星に近い順） | 質量             | 軌道長半径 （天文単位） | 公転周期 (日)      | 軌道離心率 | 軌道傾斜角     | 半径             |
| --------------------- | ---------------- | ----------------------- | ------------------ | ---------- | -------------- | ---------------- |
| b                     | 0.914 ± 0.092 MJ | 0.03138 ± 0.00142       | 2.152226 ± 4 ×10−5 | 0          | 84.80 ± 0.39°° | 1.117 ± 0.082 RJ |

## 連星系
2008年、トランジット法で太陽系外惑星が発見された14個の恒星について調査が行なわれた。これらの星は、スペインのカラーアルト天文台にある口径2.2mの反射望遠鏡により観測された。その結果、WASP-2とその他2つの星は、連星系であることが明らかとなった。
伴星は、主星からは約0.76秒離れており、これは実際の距離では約111AUにあたる。公転周期はおよそ1,400年とみられる。この発見により、惑星と主星のパラメータが再計算された。
発見したグループは伴星を、惑星WASP-2bとの混同を避けるために、主星WASP-2Aに対してWASP-2/Cと表記した。